# Isoetes ovata
Isoetes ovata är en kärlväxtart som beskrevs av Norma Etta Pfeiffer 1922. Isoetes ovata ingår i släktet braxengräs, och familjen Isoetaceae. Inga underarter finns listade i Catalogue of Life.